# Gérson de Azeredo Coutinho
Gerson de Azeredo Coutinho (Jaguarão, 30 de novembro de 1900 – Rio de Janeiro, 1967) foi um pintor brasileiro e um arquiteto formado pela Escola Nacional de Belas Artes. Foi aluno do discipulado de Henrique Bernardelli. 
Tornou-se paisagista e pintou aspectos da natureza carioca. Obteve prêmios no Salão Nacional de Belas Artes, Rio de Janeiro, 1935 e 1936, e Salão Paulista de Belas Artes, São Paulo, 1940 e 1941. Venceu o concurso sobre o tema Flamboyant, promovido pela Sociedade Brasileira de Belas Artes (SBBA). Recebeu prêmios nos salões da época – bronze e prata no Salão Nacional de Belas Artes/RJ e medalha de bronze no Salão Paulista de Belas Artes. Praticou o figurativismo em marinhas, paisagens e pessoas, com um realismo perto do naturalismo, à maneira de João Batista da Costa.
Em 1940 foi um dos fundadores da Associação Fluminense de Belas Artes, em Niterói, ao lado de Hamilton Sholl, Edgar Parreiras e Pedro Campofiorito, entre outros.. Foi, por um período, violino-spala do Teatro Municipal do Rio de Janeiro.
É verbete no Dicionário Brasileiro de Artistas Plásticos, editado pelo então Ministério da Educação e Cultura por meio do Instituto Nacional do Livro; tal verbete aponta Gérson Coutinho como “paisagista influenciado pela luminosidade dos impressionistas” e com participações em coletivas nas cidades norte-americanas de São Francisco e Nova Iorque.
Possui obra no acervo do Museu Nacional de Belas Artes do Rio de Janeiro e no Acervo Banco Itaú.
Em 2011, o Museu de Arte do Rio Grande do Sul Ado Malagoli (Margs) incluiu trabalhos de Gerson Coutinho na Exposicão Coletiva denominada Labirintos da Iconografia.

## Principais obras
- Barracões - 1934
- Casa de Pescadores (Porto de Inhaúma - Rio) - 1936
- Paisagem com flamboyant - 1936
- Mosteiro de São Bento - 1945
- Paisagem - 1949
- Parati - s/d
- Parque - s/d
- Estudo de Vacas - s/d
- Entardecer no pasto - s/d
- Paisagem urbana com Cruzeiro Colonial, Cabo Frio - s/d

## Exposições
- Exposição Geral de Belas Artes, 1929. Rio de Janeiro.
- 7º Salão Paulista de Belas Artes, 17-12-1940. São Paulo.
- 8º Salão Paulista de Belas Artes (Galeria Prestes Maia), 1942. São Paulo.
- 11º Salão Paulista de Belas Artes (Galeria Prestes Maia), 19-04-1945. São Paulo.
- Labirintos da Iconografia (Museu de Arte do Rio Grande do Sul Ado Malagoli - Margs), 29-06-2011 / 14-08-2011. Porto Alegre.